# Rifkin fesztiválja
A Rifkin's Festival 2020-as amerikai-spanyol-olasz koprodukcióban készült filmvígjáték, amelyet Woody Allen rendezett. A főszerepekben Wallace Shawn, Elena Anaya, Louis Garrel, Gina Gershon, Sergi López és Christoph Waltz láthatóak. A filmet először a San Sebastián-i Nemzetközi Filmfesztiválon mutatták be 2020. szeptember 18-án, Spanyolországban 2020. október 2-án mutatta be a Tripictures. 2019. szeptember 4-én a The Guardian napilapban megjelent a film rövid cselekménye: „Egy fiatal pár szerelembe esik egymással a San Sebastián-i Nemzetközi Filmfesztiválon, ezáltal az évente megrendezett esemény egy romantikus vígjáték helyszínévé válik.”

## Cselekmény
Egy amerikai házaspár elmegy a San Sebastián-i Filmfesztiválra, itt megragadja őket az esemény varázsa, a város szépsége és sármja, és a filmek fantáziája.

## Szereplők
- Wallace Shawn: Mort Rifkin
  - Cameron Hunter: fiatal Mort Rifkin
- Gina Gershon: Sue
- Christoph Waltz: halál
- Elena Anaya: Jo Rojas
- Louis Garrel: Philippe
- Sergi López: Paco
- Damian Chapa: a fesztivál egyik tagja
- Bobby Slayton: a fesztivál egyik tagja
- Douglas McGrath: Gil Brener
- Ken Appledorn: a koktél parti egyik vendége
- Richard Kind: Mort apja
- Nathalie Poza: Mort anyja
- Enrique Arce: Tomas Lopez
- Georgina Amorós: Delores
- Tammy Blanchard: Doris
- Iñigo Etxebeste: házigazda
- Steve Guttenberg: Jake

## Megjelenés
2020 áprilisában a Tripictures megszerezte a film spanyolországi terjesztési jogait. 
A film világpremierje 2020. szeptember 18-án volt a San Sebastián-i Nemzetközi Filmfesztiválon, Spanyolországban pedig 2020. október 2-án mutatták be. Eleinte úgy tervezték, hogy szeptember 25-én mutatják be az országban a filmet. Olaszországban 2020. november 5-én tervezték bemutatni, de a koronavírus-járvány miatt 2021. május 6-ra tolták.

## Fogadtatás
A Rotten Tomatoes oldalán 56%-os értékeléssel rendelkezik, és 5.6 pontot szerzett a tízből, 16 kritika alapján. A Metacritic oldalán 43 pontot szerzett a százból, hat kritika alapján.
A The Observer kritikusa, Jonathan Romney három csillaggal értékelte az ötből. A The New York Times kritikusa, Jessica Klang így nyilatkozott a filmről: "A "Rifkin's Festival" olyan, mint egy halom édesség a kiéhezett fogolynak: nem tartalmas és nem tápláló, de elég édes ahhoz, hogy emlékeztessen a szép időkre, mindazok ellenére, ami közben történt." A Variety magazin kritikusa, Guy Ledge  "középszerű, bagatell filmnek" nevezte, Allen többi későbbi filmjével egyetemben.
A Slant Magazine kritikusa, Chuck Bowen egy csillagot adott a filmnek a négyből.